# Cosacos del Amur

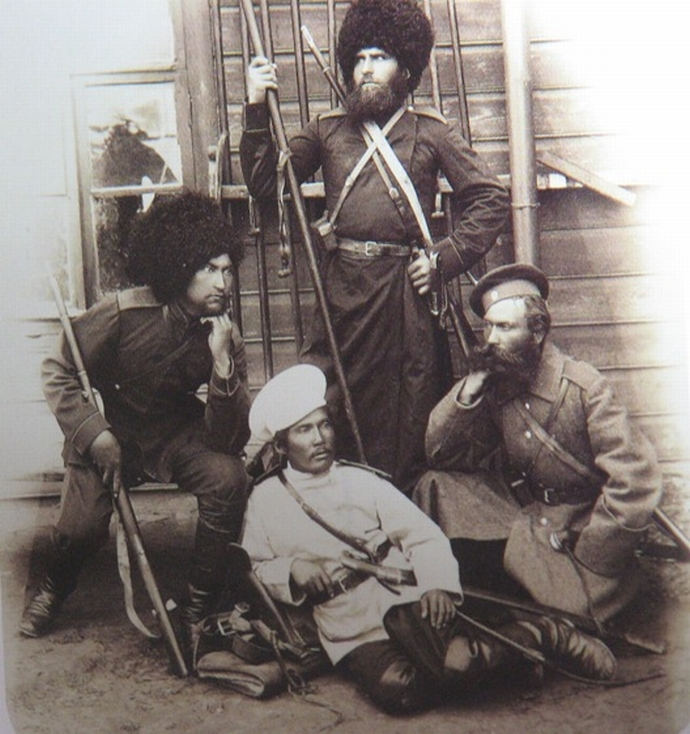
Cosacos del Amur.

La hueste de cosacos del Amur (del ruso: Амурское казачье войско), una hueste cosaca creada en la región de Amur y Primorie en la década de 1850 a partir de los cosacos realojados de la región de Transbaikalia y mineros liberados de la región de Nérchinsk.
Su reasentamiento comenzó en 1854. La primera stanitsa cosaca (Jabárovskaya) fue creada en 1858. En 1860 se publicó un decreto sobre la creación de la Hueste de Cosacos del Amur. Inicialmente estaba subordinada al gobernador militar del óblast de Amur y Primorie (desde 1879 en adelante sólo se subordinaría al gobernador del óblast de Amur). Luego, la armada de cosacos del Amur se subordinó al gobernador general de la región de Amur y al comandante de las armadas del distrito militar de Amur (el último también fue el atamán de Amur y de la Hueste cosaca del Ussuri. La capital de la hueste de cosacos del Amur era Blagovéshchensk.
La hueste de cosacos del Amur patrullaba las fronteras a lo largo del río Amur o el río Ussuri (en 1889, se creó una hueste cosaca del Ussuri separada para patrullar el río Ussuri). También proveía de personal a la flotilla Amur-Ussuri, creada en 1897. Los cosacos del Amur poseían 5,8 millones de desyatinas de tierra (64.000 km²). La población cosaca (120 asentamientos) contaba con 49.200 personas. En tiempos de paz, la hueste suministraba un regimiento de caballería (4 sotnias) y una sección de guardas). Durante la guerra: dos regimientos de caballería, una sección de guardas, cinco sotnias especiales, una sotnia de reserva y un batallón (un total de 3.600 hombres). En 1911 su uniforme de desfile se componía de un chekmén verde oscuro (una especie de abrigo), un gorro alto de lana y bombachos de color gris-azul. Las rayas del pantalón, la parte alta del gorro y las hombreras eran amarillas. 
La hueste de cosacos del Amur tomó parte en la supresión del levantamiento de los bóxers en China, la guerra Ruso-Japonesa de 1904-05 y la Primera Guerra Mundial. Durante la Guerra Civil Rusa, un número considerable de cosacos del Amur lucharon junto con los sóviets.